# CityLine Hungary
A CityLine Hungary, magyar charter légitársaságként üzemelt. Székhelye Vecsésen, bázisrepülőtere, pedig a Budapesti Liszt Ferenc Nemzetközi Repülőtéren volt. Vezérigazgatója Vinnai András.

## Története
A légitársaságot 2003 márciusában alapították azzal a céllal, hogy két Antonov An-26B repülőgéppel szállítson rakományt az európai, afrikai és CIS országokba. 2009-ben a légitársaság egy Boeing 737-200 repülőgéppel kezdte meg az utasszállításokat az olaszországi Milánó-Malpensai repülőtérről nyaralóhelyekre. A CityLine Hungary több mint 120 alkalmazottat foglalkoztatott 2010 májusában.

## Leányvállalatok
A CityLine Hungary a következő leányvállalatokkal rendelkezett (2010-ben): 
- CityLine Germany
- CityLine Ukraine
- CityLine Swiss

## Flotta
A légitársaság flottája 2015-ben:
| Repülőgép                    | Darabszám |
| ---------------------------- | --------- |
| Antonov An–26B               | 2         |
| Fairchild SA227-AC Metro III | 1         |

A Boeing 737-200-as repülőgépet a légitársaság 2011-ben letárolta, majd 2014-ben eladta a Nolinor Aviation nevű cégnek.

## Képgaléria

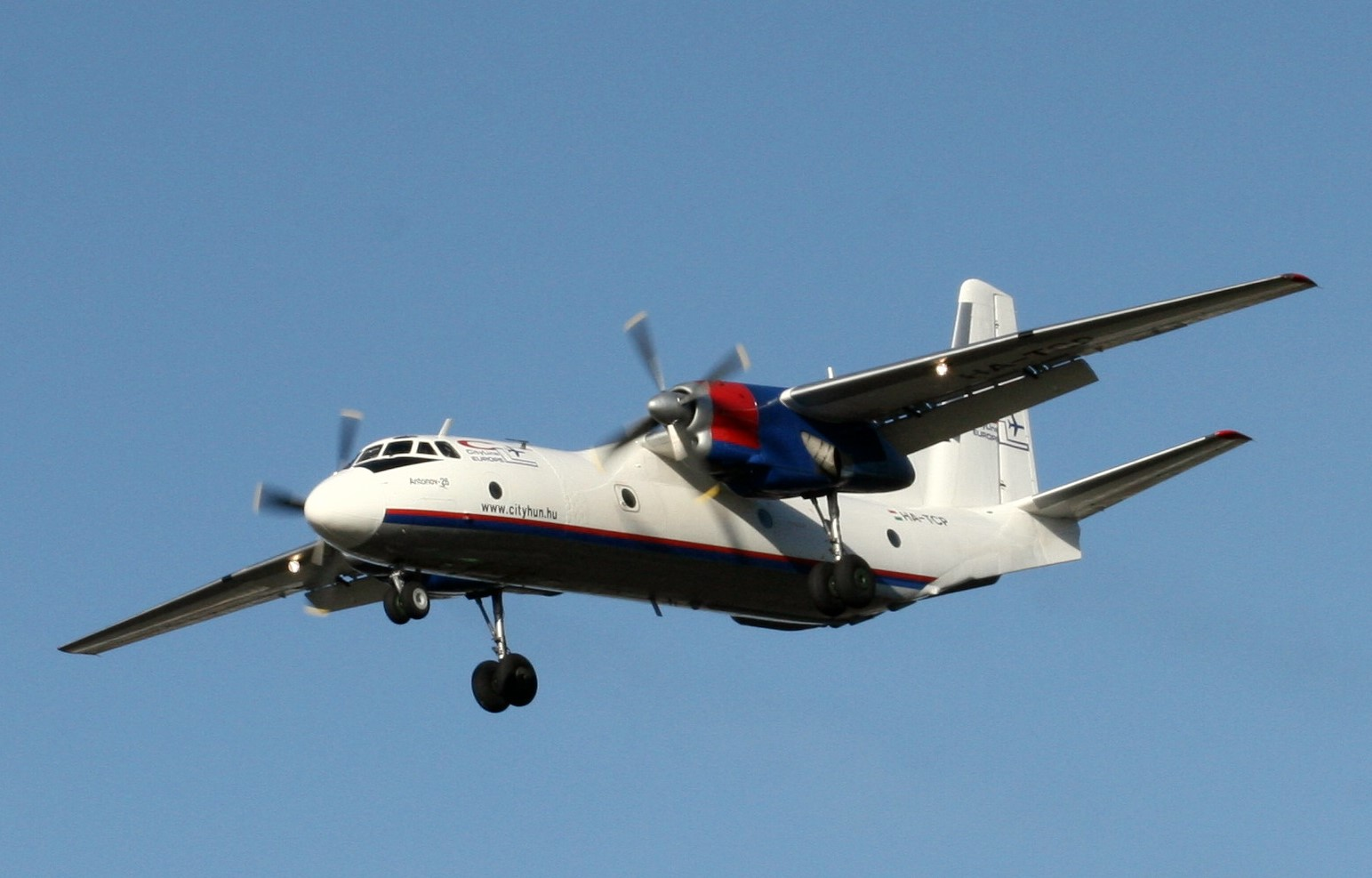
City Line Hungary HA-TCP
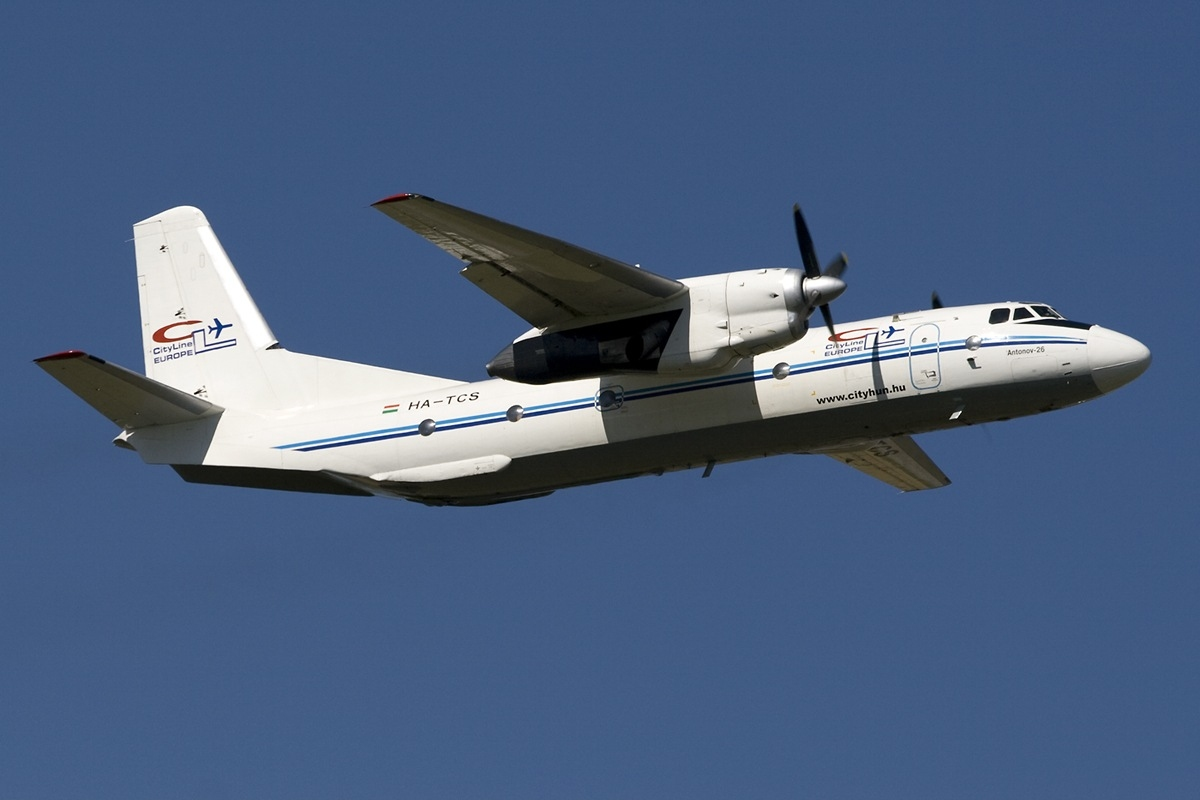
Antonov AN-26B Cityline Hungary HA-TCS
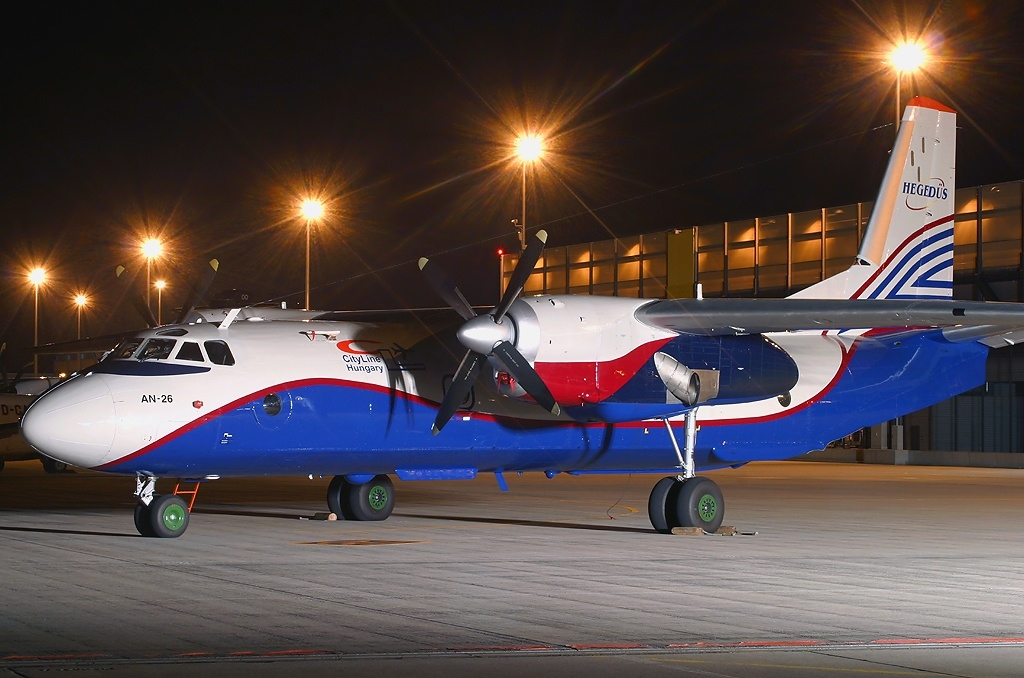
Antonov An–26

## Fordítás
- Ez a szócikk részben vagy egészben  a   CityLine Hungary című angol Wikipédia-szócikk ezen változatának fordításán alapul.  Az eredeti cikk szerkesztőit annak laptörténete sorolja fel. Ez a jelzés csupán a megfogalmazás eredetét és a szerzői jogokat jelzi, nem szolgál a cikkben szereplő információk forrásmegjelöléseként.